# Distichophyllum borneense
Distichophyllum borneense är en bladmossart som beskrevs av Brotherus 1928. Distichophyllum borneense ingår i släktet Distichophyllum och familjen Hookeriaceae. Inga underarter finns listade i Catalogue of Life.